# Saródžiní Naidúová
Saródžiní Naidúová (13. února 1879, Hajdarábád – 2. března 1949, Lucknow) byla indická básnířka, politička a feministická aktivistka. Byla nazývána „indická slavice“. Své básně psala v angličtině.

## Život
Pocházela z bráhmanské rodiny. Studovala od dvanácti let na univerzitě v Madrasu, v šestnácti jí rodiče poslali do Anglie, kde studovala na King's College v Londýně a na Girton College v Cambridgi, titul ovšem nezískala. Roku 1898 se vrátila do Indie a vdala se za muže z nižší kasty, což jí způsobilo problémy v tradicionalistických hinduistických kruzích.
Pobyt v Anglii ji ovlivnil v touze psát poezii i v jejím stylu – zvláště díky kontaktu s literárními kritiky Arthurem Symonsem a Edmundem Gossem. Roku 1905 vydala první sbírku básní, Golden threshold. Později vydala sbírky The Bird of Time a The Broken Wings.
Roku 1916 se setkala s Mahátma Gándhím a stala se vyznavačkou jeho učení a strategie nenásilného odporu. Roku 1925 ho vystřídala v čele Indického národního kongresu, jako první žena. Byla pětkrát vězněna. V kongresu patřila k těm, kdo mírnili konflikty s muslimy, byla osobní přítelkyní zakladatele Pákistánu Muhammada Alí Džinnáha. V roce 1947, po získání nezávislosti Indie, se stala prvním guvernérem státu Uttarpradéš.
Den jejího úmrtí (2. březen) je v Indii slaven jako Den žen.